# إيمي كوستيلو
إيمي كوستيلو (بالإنجليزية: Amy Costello) هي لاعب هوكي الحقل بريطانية، ولدت في 14 يناير 1998 في إدنبرة في المملكة المتحدة.